# 깊은 슬픔
"깊은 슬픔"은 1997년에 개봉한 대한민국의 멜로 영화이다.

## 캐스팅
- 강수연 : 오은서 역
- 김승우 : 서완 역 (아역 : 노형욱)
- 황인성 : 유현세 역
- 배종옥 : 박효선 역
- 류진 : 오이수 역
- 이일재
- 김해곤 : 한조 역
- 임유진
- 김준규
- 고동현
- 유현경
- 현길수
- 이정학
- 조선묵
- 김주연 (아역)
- 박건의 (아역)
- 정용희 (아역)
- 박경환
- 김성수
- 이성훈